# Les Colombières
Les Colombières er en eksotisk have i Menton i det sydlige Frankrig.
Haven ligger langs Boulevard de Garavan et par hundrede meter over Menton-bugten. Haven og det tilhørende hus er designet sammen af Ferdinand Bac fra 1919 til 1927. 
Ejendommen var dog ikke hans, men tilhørte familien Ladan-Bockairy. Dengang dækkede haven seks hektar. I dag er den skåret ned til omkring det halve. Haven består af en række små haver med små bygninger. Hver have er dedikeret et bestemt tema. De fleste handler om episoder fra den græske og latinske mytologi. Fra haven er der udsigt over både den gamle bydel i Menton og Middelhavet. Blandt de særlige seværdigheder er Frankrigs ældste Johannesbrødtræ.
43°47′15″N 7°31′00″Ø / 43.7874°N 7.51662°Ø